# Karel Mollen
Karel Theodorus Mollen (Valkenswaard, 4 juli 1854 – aldaar, 31 december 1935) was een Nederlandse valkenier. Hij werd bij zijn dood in 1935 algemeen beschouwd als de laatste beroepsvalkenier.

## Training
Karel Mollen leerde het vak van zijn vader Adriaan Mollen, die  hofvalkenier was bij de Royal Loo Hawking Club op Het Loo ten tijde van Koning Willem I, Koning Willem II en Koning Willem III . Enkele jaren na de dood van Prins Alexander in 1848 werd de Royal Loo Hawking Club opgeheven en Adriaan Mollen op pensioen gesteld, wat hij tot aan zijn dood in 1895, genoot. Karel was 13 jaar oud toen hij in 1867 zijn eerste valk ving, maar daarvoor had hij dan ook 18 dagen in de tobhut moeten zitten. Er zouden er nog velen volgen. Van de vaak op bezoek komende Engelsen leerde hij spelenderwijs de Engelse taal. Van zijn vader leerde hij het vervaardigen van de fournituren, zoals de bellen, langveters, de loer, valkenierstassen, schoenen en huiven. Karel assisteerde zijn vader bij diens leven en zette na het overlijden van zijn vader diens werk voort, voornamelijk als leverancier van valken en het vervaardigen van fournituren voor de valkenjacht. Hij heeft verschillende aanbiedingen gehad om als valkenier in het buitenland te gaan werken, onder andere van de koning van Spanje, maar bleef liever in Valkenswaard.

## Old Hawking Club
Adriaan en Karel's belangrijkste klanten waren (na de opheffing van de RLHC) met name de Old Hawking Club te Lyndhurst in Engeland en vanaf 1870 tijdelijk de Club de Fauconnerie de Champagne in Frankrijk. Ook veel individuele bestellingen van over de hele wereld bereikten hen. Oktober is het seizoen om valken voor de jacht op roeken te verkrijgen. De Old Hawking Club had een professionele valkenier in vaste dienst en had 10 à 12 leden, die de valkerij te paard bedreven. De levering aan de Engelse valkeniers vond meestal plaats tegen het einde van November. Als de valken in Engeland aankwamen waren ze al aan de huif gewend, goed verzorgd, dagelijks op de vuist gevoerd en klaar om ingezet te worden.  James Harting, valkenier en bioloog, schreef:
De lezer die er graag één of meer wil kopen moet in September of October schrijven aan Mr. Mollen, Valkenswaard, bij Eindhoven, Holland en zijn wensen opgeven. De prijs van een valk is £4, en van een tarsel £3, inclusief huif, schoenen en langveter, en het vervoer naar Engeland in November kan eenvoudig geregeld worden met de valkenier van de Old Hawking Club.
Toen de Old Hawking Club in 1925 ophield te bestaan, hield ook Karel Mollen op met het vangen van valken. Rond diezelfde tijd werden ook de heidevelden waar de valkenvangers hun tobhut bouwden opgebroken, omheind en volgebouwd met boerderijen. En doordat de open vlaktes in Nederland en Engeland werden opgesplitst en volgebouwd was het ook niet langer meer mogelijk om de oude vorm van valkerij te paard voort te zetten. Karel bleef nog tot aan zijn dood fournituren maken.

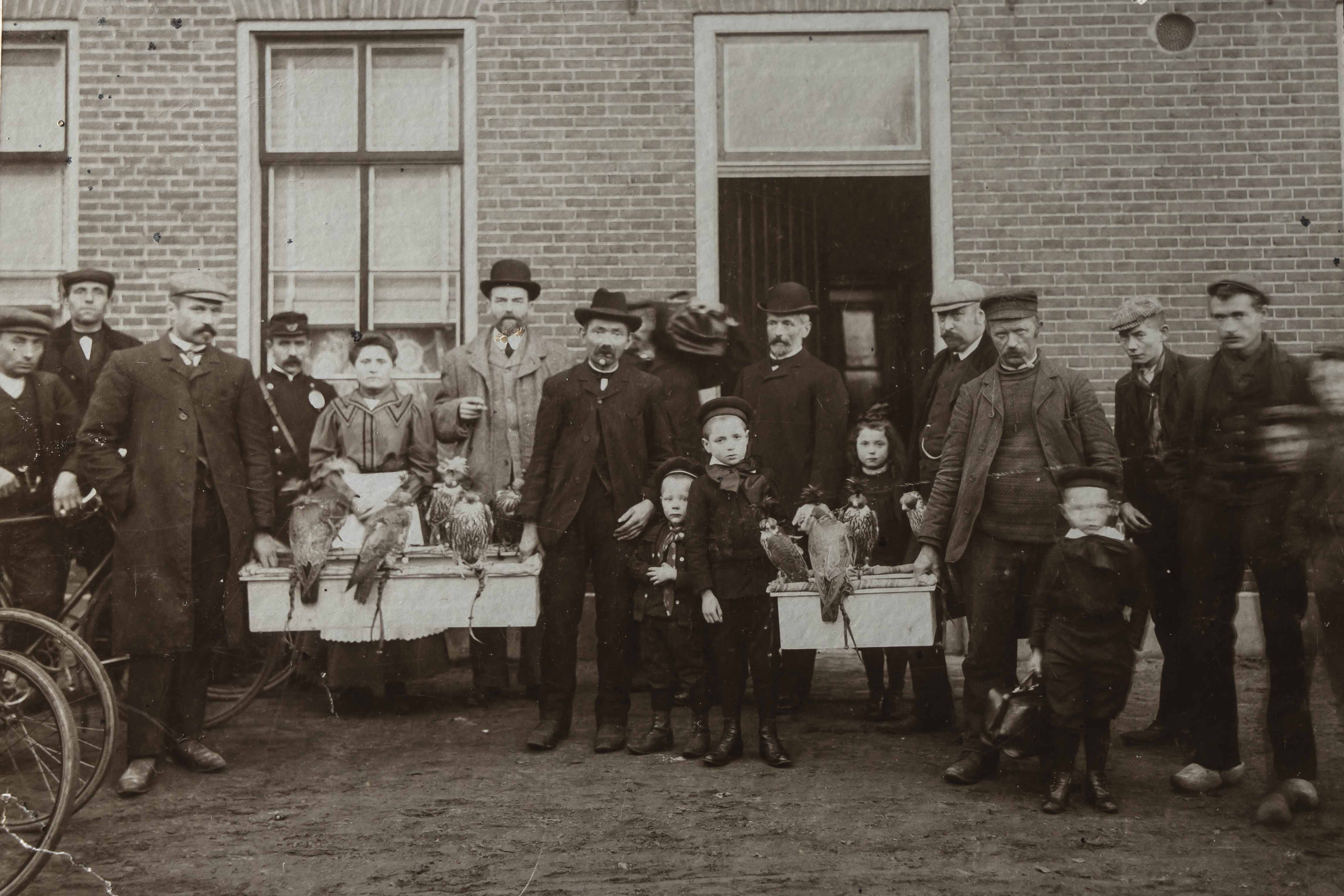
Karel Mollen (met donker pak en bolhoed) en George Oxer (met licht pak en bolhoed), valkenier van de OHC, met medewerkers en toeschouwers en valken op een cagie

## 1900
Het beroep valkenier in dienst van de adel was rond 1900 bijna voorbij. Na de opheffing van de RLHC stopten de meeste valkeniers met hun vak en zochten een andere betrekking. Valkenier Jan Bots overleed in 1864, zijn broer Arnold Bots in 1851, Jan Peels in 1883 en zijn neef Jan-Willem Peels in 1896, Adriaan Mollen Jr. in 1892, Adriaan Mollen in 1895 en zijn broer Paul Mollen in 1902.  Aan het begin van de twintigste eeuw was Karel nog de enige beroepsvalkenier op het vasteland van Europa. Hij ging stug door met vangen en africhten van valken en het maken van fournituren.

## Het vangen van de valken
Fotograaf August Vogt bezoekt Karel in 1907 om de vangstmethode te bekijken.  Karel ving met behulp van twee oudgediende knechten jaarlĳks een 16—24 valken voor  de Old Hawking Club. De OHC nam zeven-achtste van Karel's vangst voor haar rekening, en af en toe werden er ook enkele exemplaren naar Frankrijk of Italië gezonden.

## Persoonlijk leven
Karel werd geboren in Valkenswaard. Zijn vader Adriaan Mollen, oom Paul en broer Adriaan Jr. waren alledrie valkeniers. Valkenswaard was al enkele honderden jaren het centrum van de Europese valkerij. Zijn vader was waarschijnlijk niet bij de geboorte aanwezig want het jachtseizoen op Het Loo liep van 15 mei tot 15 juli.  Karel werd omschreven als een natuurmens met een eindeloos geduld, met kennis van alles wat loopt en vliegt, elk geluidje, een scherp oog en een uitstekend gehoor. Karel Mollen trouwde in 1897 met Elisabeth Maria Panken en verhuisde naar Bakkerstraat 13. Hier had hij grond gekocht en er twee huizen op gebouwd, een voor zichzelf en een voor de verhuur. In het huis in de Bakkerstraat werden drie kinderen geboren, Adriaan, Lena en Johan.

## Bezigheden naast valkerij
Karel leerde de kunst om vogels en andere dieren op te zetten van zijn vader. In een interview in 1924 door de bankier en ornitholoog Jac de Haan vertelde Karel dat hij eieren verzamelde in het gebied rond Valkenswaard om te verkopen in het Verenigd Koninkrijk. Zijn persoonlijke verzameling bevatte vogels die hijzelf geschoten en opgezet had. In zijn notitieboekjes had hij een lijst met waargenomen vogelsoorten die broeden in de buurt van Valkenswaard, waardoor hij van iedere vogelsoort in het gebied rond Valkenswaard de status kon aangeven. Dit was het eerste complete onderzoek gedaan rondom één locatie in Nederland, en hoewel het niet aan de moderne eisen voldoet, is het een belangrijk document. Karel correspondeerde in die tijd met bekende ornithologen zoals Johannes Renier Joseph van der Harten, Jac de Haan en verschillende andere. Behalve dat hij over vogels schreef, zette hij ze ook op en er zijn nog steeds vogels van Karel te vinden in het Missiemuseum in Steyl, zoals de klapekster, en vier buizerden. In de verzameling van het seminarie Beekvliet in Sint Michielsgestel waren verschillende opgezette vogels van Mollen, zoals een beflijster gevangen in Valkenswaard in 1895, ortolaan, zilvermeeuw (December 1895, Dommelen), havik, slechtvalk en rode wouw aanwezig. Een deel van deze collectie is nu in het Natuurmuseum Brabant en een deel is nu te vinden in het Natuurhistorisch en Volkenkundig Museum in Oudenbosch.
Toen bij het uitbreken van de Eerste Wereldoorlog in 1914 de revenuen uit de valkenvangst, africhting en fournituren sterk terugliepen, ging Karel Mollen zich meer  toeleggen op het maken van en de reparatie van uurwerken. Hij was een vermaard klokkenmaker, waarbij het geduld en de scherpte van gezicht die de valkenier kenmerken, hem van pas kwamen. Ook zijn bijen leverden hem wat bescheiden inkomsten op.

## Overlijden
Karel overleed op 31 december 1935. De laatste valkenier was overleden. Het professionele vangen en treinen van wilde valken ten behoeve van enthousiaste beoefenaars van de valkerij, al of niet in clubverband, stopte toen Karel daarmee ophield in 1925 en is sindsdien nooit meer echt hervat. Er is een einde gekomen aan het halve millennium waarin Valkenswaardse valkeniers in dienst van de Europese vorstenhuizen de valkerij maakten tot koninklijke sport.De OHC was de laatste club van de oude stempel en was opgeheven in 1925. Toch ontstonden er weer nieuwe initiatieven, nu van individuele valkeniers, die zelf hun valk voeren, en de valkerij te voet bedrijven. Zo werd in 1921 de Deutscher Falkenorden opgericht, in 1927 de British' Falconer's Club en in 1938 het Nederlands Valkeniersverbond "Adriaan Mollen". Het aantal valkeniers is sindsdien wereldwijd flink gegroeid. Op 5 januari 2023 werd de valkerij in Nederland ingeschreven bij de Unesco als immaterieel erfgoed.

### Erfgoed
De jongste zoon van Karel, Johan Mollen was net zo behept met de natuur als zijn vader, en kende ook alle vogels en flora in Valkenswaard en omgeving, maar een carrière als valkenier zat er niet meer in. Wel heeft hij alle documenten en de spullen, die zijn vader gebruikte voor het maken van de fournituren, in goede conditie bewaard en medewerking verleend aan interviews en tentoonstellingen. Correspondentie bleef tot ver na de dood van Karel van over de hele wereld binnenkomen. Mede daardoor realiseerde Johan zich dat de familie Mollen een relevante rol heeft gespeeld in het doorgeven van de traditie van de valkerij. Het is vrijwel onmogelijk om een publicatie over de valkerij te vinden uit de periode 1840-1940 waarin de familie Mollen niet genoemd wordt. Johan overleed in 1967.

### Stichting Erfgoed Karel Mollen, Valkenier
De oudste dochter van Johan, Joke Peels-Mollen, nam het stokje van Johan over, werkte mee aan de oprichting van het Valkerij Museum in Valkenswaard en richtte op 13 februari 2013 de Stichting Erfgoed Karel Mollen, Valkenier op. De doelstelling van deze culturele ANBI is het in standhouden van de nalatenschap van Adriaan Mollen, valkenier des Konings, en zijn zoon Karel Mollen, de laatste valkenier van Nederland en het leveren van een bijdrage aan de herinnering aan de valkerij in Valkenswaard. Deze Stichting beheert de verzameling documenten, foto's en goederen uit de nalatenschap van Adriaan en Karel Mollen.  In 2021 heeft de Stichting het boek ‘Karel Mollen, de laatste valkenier’ gepubliceerd.